# Pujaudran
Pujaudran település Franciaországban, Gers megyében. Lakosainak száma 1708 fő (2022. január 1.). Pujaudran Mérenvielle, Fontenilles, Léguevin, L’Isle-Jourdain és Lias községekkel határos.

## Népesség
A település népességének változása:
| Lakosok száma | 344  | 660  | 816  | 1217 | 1405 | 1461 | 1523 | 1578 | 1616 | 1708 |
|               | 1968 | 1982 | 1990 | 2006 | 2013 | 2015 | 2017 | 2019 | 2020 | 2022 |